# Kammerherr

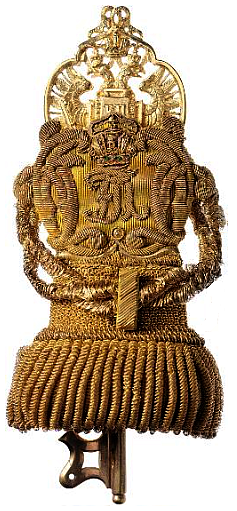
Kämmererschlüssel mit Quaste vom Wiener Hof aus der Regierungszeit Kaiser Franz Josephs

Ein Kammerherr (in Österreich und Bayern Kämmerer; mittellateinisch cambellanus oder cambrerius, französisch chambellan, englisch chamberlain) war Inhaber eines Hofamtes bei einem regierenden Herrscher, also Fürsten, König oder Kaiser. Zu Zeiten des Absolutismus war es oft ein von realen Pflichten weitgehend entbundener (Ehren-)Titel. Der Kammerherr stand im Rang über Kammerpagen und Kammerjunkern. An großen Höfen unterstanden die Kammerherren dem Hofmarschall oder dem Oberkammerherrn. Wahrzeichen des Ranges war ein Schlüssel.
Zu unterscheiden ist das Hofamt von dem des Kämmerers, eines Finanzbeamten – jedoch wurde das hier behandelte Hofamt in Österreich und Bayern ebenfalls Kämmerer genannt.
Der Rang der Kammerherren war sehr hoch angesetzt; sie rangierten an einigen Höfen über den Generalleutnanten, an anderen über den Generalmajoren, an noch anderen mit diesen gleich.

## Geschichte
An deutschen Höfen findet man den Titel etwa seit dem 16. Jahrhundert mit der Einführung des spanischen Hofzeremoniells durch die Habsburger. In einem Bericht über das Gefolge beim Einzug des Erzherzogs Ferdinand in München 1568 werden schon fünf Kammerherren erwähnt.
Zuerst war es ein Titel am kaiserlichen Hof, der ranghohen Adeligen verliehen wurde: Bei Kaiser Rudolph II. war beispielsweise Herzog Heinrich Julius von Braunschweig wirklicher Kammerherr. Mit der Zeit wurden die Titel auch an rangniedrigere Fürsten, Grafen oder Freiherren vergeben.
An kurfürstlichen Höfen setzte sich diese Bezeichnung seit Mitte des 17. Jahrhunderts durch. Bekannt ist, dass von Johann Georg II. von Sachsen die ersten Kammerherren an einem kurfürstlichen Hof angestellt wurden. Der Titel Kammerherr wurde üblicherweise einer Person verliehen, die bereits einen anderen hohen Rang innehatte.
Die Zahl der Kammerherren pro Hof variierte stark. Bei den Habsburgern war sie vergleichsweise hoch: Bei Leopold I. gab es im letzten Jahr seiner Amtszeit 426 Kammerherren. Karl VI. ernannte allein im Jahr 1736 158 Kammerherren.

## Pflichten

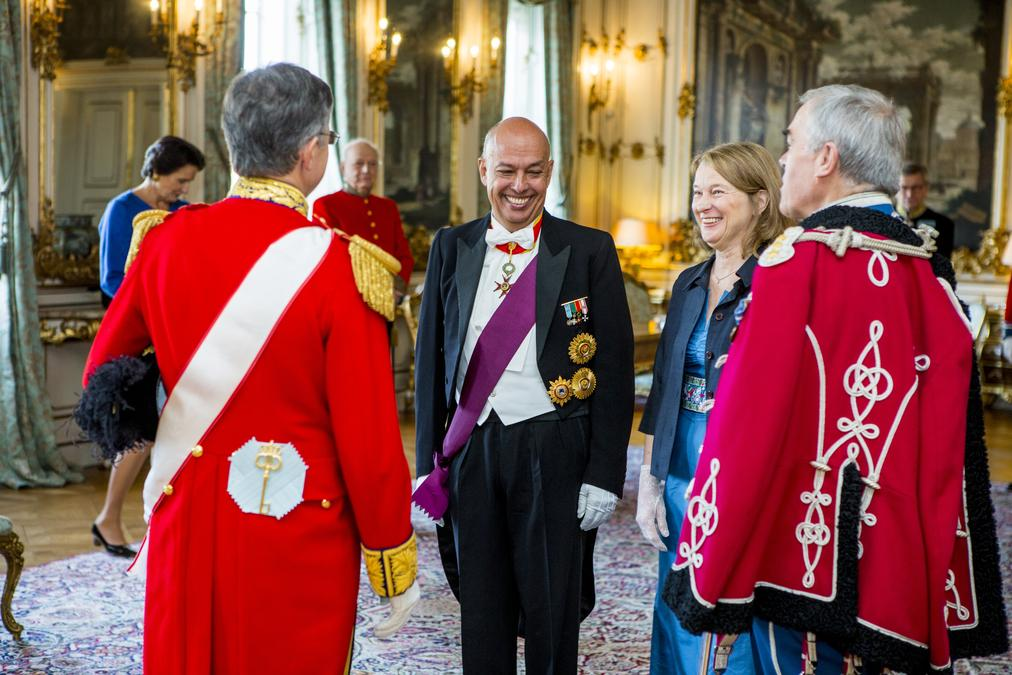
Dänischer Kammerherr bei einer diplomatischen Akkreditierung (2013)

Der Umfang der mit dieser Bezeichnung verbundenen realen Pflichten variierte von Hof zu Hof und änderte sich auch im Lauf der Zeit. Der Dienst wurde monatlich oder wöchentlich verrichtet. Er bestand in zeremoniellen Handreichungen beim An- und Auskleiden, der Begleitung beim Ausfahren, Ausreiten oder auf Reisen. Üblich waren auch Sekretärsdienste wie die Organisation von Privataudienzen oder die Entgegennahme von Bittschriften, die Bedienung des Fürsten beim Essen oder die Teilnahme an Gesellschaftsspielen mit dem Fürsten. Kammerherren konnten auch als Abgesandte an andere Höfe geschickt werden, um dort Botschaften, Gratulationen oder Beileidsbekundungen zu überbringen.
Im Zeitalter Kaiser Franz Josephs war die Verleihung der Kämmererwürde (im Sinne von Kammerherr) an Aristokraten eine Ehrenverleihung, die jedoch eine „Hofdienstleistung“ beinhaltete: zum Beispiel zu den Hoffesten auch wirklich zu erscheinen und somit dem kaiserlichen Hof durch die eigene hohe Abstammung eine würdevolle Begleitung zu geben.

## Rechte

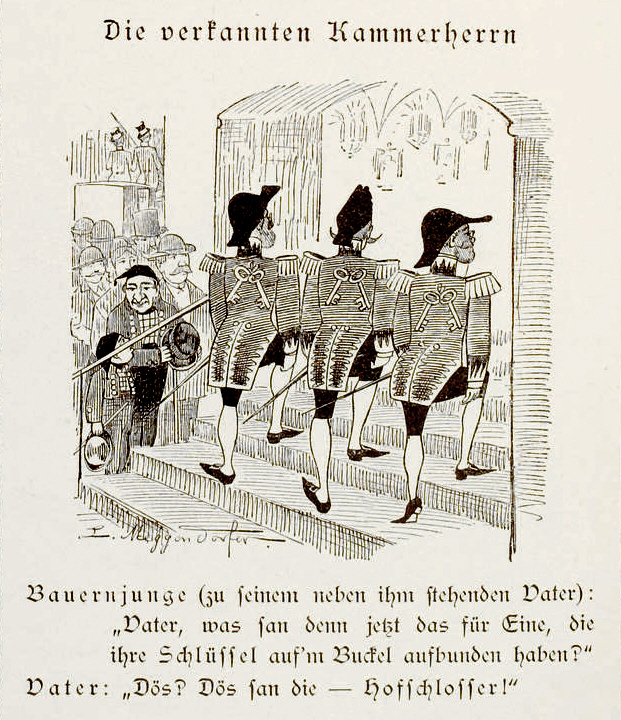
Witzzeichnung über schlüsseltragende Kammerherren von Lothar Meggendorfer, 1890

Mit dem Rang eines Kammerherrn war eine Besoldung verknüpft. Kammerherren hatten das Recht, an der rechten Hüfte einen mit einem Band befestigten silbernen, vergoldeten oder goldenen Kammerherrenschlüssel zu tragen. Dessen Ausgestaltung und die Art der Befestigung variierte ebenfalls von Hof zu Hof und im Laufe der Zeit.

## Rezeption
Eine ausführliche Darstellung der Rolle eines Kammerherrn bietet Theodor Fontanes Roman Unwiederbringlich.